# Beffa del monossido di diidrogeno

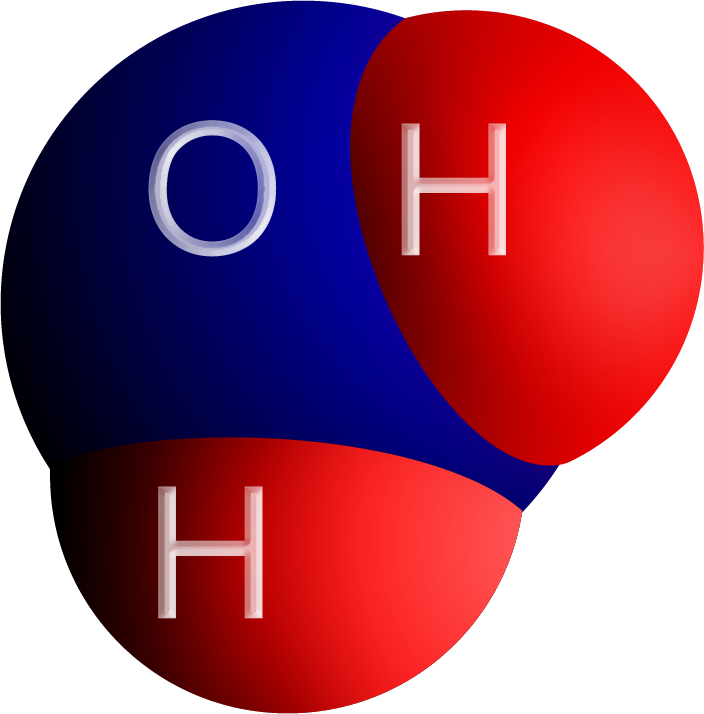
Rappresentazione schematica della molecola dell'acqua.

La beffa del monossido di diidrogeno (o anche beffa del DHMO) è uno scherzo, diffusosi principalmente via Internet, in cui si propagandano i pericoli relativi all'uso del monossido di diidrogeno (nome scientifico dell’acqua) e se ne propone il bando.
Infatti "monossido di diidrogeno" è un modo di definire l'acqua secondo le regole di nomenclatura stabilite dallo IUPAC, che tuttavia raccomanda l'uso dei nomi water (acqua) e oxidane (ossidano), dato che la molecola dell'acqua è formata da un atomo di ossigeno (monossido) e da due atomi di idrogeno (diidrogeno).

## Storia
L'origine della burla sul web viene attribuita dal Pittsburgh Post-Gazette alla cosiddetta Coalizione per il bando del monossido di diidrogeno (Coalition to Ban Dihydrogen Monoxide), da un'idea di Craig Jackson a seguito di discussioni su un newsgroup.
In questa beffa l'acqua, indicata solamente con la denominazione "monossido di diidrogeno", viene indicata come sostanza pericolosa, descrivendo in toni drammatici e allarmistici possibili danni alle persone derivanti dal contatto con questa molecola, quali ad esempio la morte per inalazione, la sua presenza nelle piogge acide, il fatto di formare un liquido incolore, inodore e insapore, l'essere diffuso sulla superficie terrestre in fiumi, laghi e serbatoi, l'aver raggiunto l'Antartide, il contribuire all'effetto serra e all'erosione dei panorami naturali, alla possibilità di ustioni, alla capacità di danneggiare gli impianti elettrici e di corrodere i metalli. Viene anche indicata come sostanza in grado di produrre dipendenza e come conseguentemente l'astinenza da essa provochi la morte.
Alla Conferenza ONU sui cambiamenti climatici 2010, tenutasi a Cancún nel 2010, alcuni delegati dell'ONU furono convinti a firmare una petizione-burla per la messa al bando del DHMO senza neanche sapere cosa fosse. Anche il duo Penn & Teller a una manifestazione ambientalista ha fatto raccogliere firme per il bando del DHMO, per evidenziare l'ignoranza scientifica di molte persone.

## La beffa

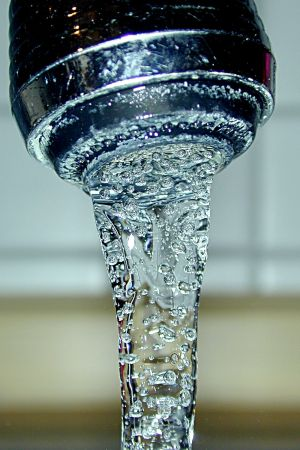
Monossido di diidrogeno in forma liquida

La caratteristica di tale beffa è duplice. Da una parte si enfatizzano gli effetti negativi dell'uso dell'acqua, banalmente conosciuti da chiunque, utilizzando il nome scientifico per confondere gli eventuali lettori. Dall'altra si fa riferimento a teorie del complotto governativo. Essa dimostra come, pur esponendo fatti reali ed anche banali, con un'oculata scelta della terminologia e omettendo opportunamente taluni dettagli rivelatori si possa prospettare una situazione di grande pericolo, grazie alla lettura superficiale del testo, facendo leva sull'emotività e l'ignoranza dei lettori, spesso fuorviati da forme, patologiche o no, di chemofobia, fenomeno alimentato frequentemente dagli stessi mass media.

## Contenuto
Il contenuto del sito ha raggiunto forme molto articolate nella spiegazione dei motivi per il bando dell'acqua, chiamata DHMO. Tra i pericoli associati all'uso dell'acqua si segnalano i seguenti:
- Il DHMO uccide se inalato, anche in piccole quantità.
- Il DHMO se bevuto in grandi quantità in un breve lasso di tempo può provocare l'iponatriemia.
- Il DHMO allo stato solido può danneggiare i tessuti biologici.
- Il DHMO ingerito in grandi quantità può causare una serie di effetti sgradevoli, anche se non letali.
- Il DHMO, noto anche come acido ossidrilico o acido idrico, contribuisce al fenomeno delle piogge acide.
- Il DHMO allo stato gassoso è anche responsabile di gravi ustioni.
- Il DHMO è tra le principali cause dell'erosione del suolo.
- Il DHMO è in grado di corrodere ed ossidare diversi metalli.
- Il DHMO, se si deposita su componenti elettronici e circuiti elettrici, è responsabile in certi casi anche di cortocircuiti.
- Il DHMO può ridurre di molto l'efficienza dei freni delle auto.
- Il DHMO viene regolarmente rilevato nelle biopsie di tumori pre-cancerosi e di diversi tipi di lesioni.
- Il DHMO è tra le cause dei "cicloni killer", negli Stati Uniti come in altri Paesi.
- Il DHMO è sospettato di contribuire non poco all'effetto meteorologico "El Niño".
- Il DHMO viene ampiamente usato negli impianti di produzione dell'energia nucleare.